# Carlos Parra
Carlos Andrés Parra Barrera (Soatá, 22 juli 1992) is een Colombiaans wielrenner die anno 2016 rijdt voor Boyacá Raza de Campeones.

## Carrière
In 2014 nam Parra voor de eerste maal in zijn carrière deel aan de Ronde van Colombia. Na elf etappes eindigde hij op de achtste plek in het jongerenklassement. Een jaar later reed Parra wederom de ronde van zijn thuisland, en eindigde op plek 28 in het algemeen klassement. In 2016 startte hij niet meer in de elfde etappe. Vier etappes eerder was hij nog vijftiende geworden.

## Resultaten in kleinere rondes
| Jaar | Ronde van Colombia |
| ---- | ------------------ |
| 2014 | 66e                |
| 2015 | 28e                |
| 2016 | opgave             |

## Ploegen
- 2016 –  Boyacá Raza de Campeones

Bothia · Chaparro · Cruz · Cubides · Diagama · Flórez · García · Gómez · Mancipe · Ochoa · Ortega · C.Parra · H.Parra · M.Rodríguez · W.Rodríguez · Romero